# ساياكا أوكي
ساياكا أوكي (あおきさやか أوكي ساياكا) هي مؤدية اصوات يابانية ولدت في 19 أكتوبر 1972 في مقاطعة أكيتا.

## أدوارها في الأنمي

### مسلسلات أنمي تلفزيونية
- سونيك X - الأرنبة كريم
- باكانو! - ميريا هارفنت
- دورارارا!! - ميريا هارفنت
- كآبة هاروهي سوزوميا - أخت كيون
- SHUFFLE! - ليسيانثس

### أنمي الإنترنت
- كآبة سوزوميا هاروهي-تشان - أخت كيون
- نيورون تشورويا-سان - هوكوري-تشان

### أفلام أنمي
- اختفاء هاروهي سوزوميا - أخت كيون

## أدوارها في ألعاب الفيديو
- سلسلة القنفذ سونيك (2003-الوقت الحالي) – الأرنبة كريم

## وصلات خارجية
- ساياكا أوكي على موقع IMDb (الإنجليزية)
- ساياكا أوكي على موقع ميوزك برينز (الإنجليزية)
- ساياكا أوكي على موقع قاعدة بيانات الفيلم (الإنجليزية)
- ساياكا أوكي على موقع ANN person (الإنجليزية)